# TNA 리액션
리액션(ReACTION)는 2010년 4월 12일 파일럿 방송을 시작으로 6월 24일 스파이크 TV를 통해 정식으로 방영된 프로그램이다.
이 프로그램은 WWE에서 과거 방영하던 컨피덴셜처럼 레슬러들의 백스테이지 인터뷰, 사생활 등을 담은 프로그램이다. 시즌1은 2010년 12월 30일에 종영되었다. 시즌2는 2013년 2월 11일에 유튜브 채널을 통해 방영 중이다.